# Juego decisivo
En teoría de juegos cooperativos, un juego decisivo, de suma constante, suma cero o auto-dual (en inglés, decisive game, constant-sum, zero-sum o self-dual) es un juego simple que es al mismo tiempo propio y fuerte, es decir, que el complemento de cada una de sus coaliciones ganadoras es una coalición perdedora, y viceversa; o en otras palabras, que una coalición es ganadora si y solo si su complemento es una coalición perdedora.
Su nombre de suma cero proviene de su íntima relación con el concepto en juegos no cooperativos. En ese contexto, son un caso particular de juegos de suma constante; sin embargo, para el caso de juegos simples, vienen a ser lo mismo.
Estos juegos son una clase de juegos simples muy importante, tal y como describen los investigadores A.D. Taylor y S. Zwicker en un importante libro del área:

«Some authors who view simple games as models of voting systems have little interest in simple games that are not proper (...) A less vigorous argument is sometimes raised against games that are not strong»
A.D. Taylor y S. Zwicker

Que en español significa: «Algunos autores que ven a los juegos simples como modelos de sistemas de votación sienten poco interés por juegos simples que no son propios (...) Un argumento menos vigoroso es a veces utilizado en contra de los juegos que no son fuertes».
Si un juego es propio o fuerte, pero no necesariamente de ambos tipos al mismo tiempo, entonces se llama juego dual comparable. Por lo tanto, esta es una clase más general que los juegos decisivos.

## Definición formal
Formalmente, dado un juego simple (N,W), donde N es un conjunto finito de jugadores, W el conjunto de sus coaliciones ganadoras, y L = ℘(N)/W el conjunto de sus coaliciones perdedoras (donde ℘ es el conjunto potencia, por lo tanto en este contexto, una coalición es perdedora si no es ganadora), entonces este juego es decisivo si se cumple que toda coalición X perteneciente a W si y solo si su complemento Xc pertenece a L.

## Propiedades
- Un juego es decisivo si y solo si su dual es el mismo juego.[3]